# Liste des pièces filmées pour Au théâtre ce soir

Titres des 416 pièces de théâtre filmées pour l'émission Au théâtre ce soir - par ordre chronologique :

## 1966
Réalisation Pierre Sabbagh au Théâtre Marigny

* Réalisation Georges Folgoas au Théâtre Marigny
1. Trois garçons, une fille, mise en scène Jean Marchat
2. * La Grande Oreille, mise en scène Jacques Fabbri
3. Virginie, mise en scène Christian-Gérard
4. * Le Père de mademoiselle, mise en scène Fernand Ledoux
5. Les Jours heureux, mise en scène Jacques-Henri Duval
6. J'y suis, j'y reste, mise en scène Jean Valmy
7. Blaise, mise en scène Jacques Mauclair
8. La Cuisine des anges, mise en scène Christian-Gérard
9. Chérie noire, mise en scène François Campeaux
10. À la monnaie du Pape, mise en scène Louis Velle
11. La Mamma, mise en scène André Roussin
12. Les Enfants de cœur, mise en scène Christian-Gérard
13. Les portes claquent, mise en scène Christian-Gérard
14. L'amour, toujours l'amour, mise en scène Pierre Mondy
15. Les Pigeons de Venise, mise en scène Jacques Mauclair
16. Interdit au public, mise en scène Jean Le Poulain
17. La Prétentaine, mise en scène Robert Manuel
18. Caviar ou Lentilles, mise en scène Gérard Vergez

## 1967
Réalisation Pierre Sabbagh au Théâtre Marigny

## 1968
Réalisation Pierre Sabbagh au Théâtre Marigny
1. La Duchesse d'Algues, mise en scène Robert Manuel
2. Boléro, mise en scène Fred Pasquali
3. Les Glorieuses, mise en scène Pierre Dux
4. La Locomotive, mise en scène André Roussin
5. J'ai 17 ans, mise en scène Robert Manuel
6. Feu la mère de madame, mise en scène Jacques Charon
7. Le commissaire est bon enfant, mise en scène Jean-Paul Roussillon
8. Étienne, mise en scène Louis Seigner
9. La Part du feu, mise en scène Louis Ducreux
10. Les Compagnons de la Marjolaine, mise en scène Robert Manuel
11. Azaïs, mise en scène Jean Le Poulain
12. La Coquine, mise en scène Bernard Dhéran
13. L'Œuf à la coque, mise en scène François Guérin
14. Les Hussards, mise en scène Jacques Fabbri
15. Le Dindon , mise en scène Jean Meyer
16. Mademoiselle, mise en scène Jacques-Henri Duval
17. Le Système Deux, mise en scène René Clermont
18. Le Minotaure, mise en scène Jean Le Poulain
19. La Toile d'araignée, mise en scène Raymond Gérôme
20. Le Congrès de Clermont-Ferrand, mise en scène Christian-Gérard
21. Je veux voir Mioussov, mise en scène Jacques Fabbri
22. Liberté provisoire, mise en scène Robert Manuel
23. Baby Hamilton, mise en scène Christian-Gérard

## 1969
Réalisation Pierre Sabbagh au Théâtre Marigny
1. Le Deuxième Coup de feu, mise en scène Robert Thomas
2. Un amour qui ne finit pas, mise en scène André Roussin
3. La Courte Paille, mise en scène Jacques-Henri Duval
4. La Perruche et le Poulet, mise en scène Robert Thomas
5. La Nuit du 9 mars, mise en scène Henri Soubeyran
6. Affaire vous concernant, mise en scène Pierre Valde
7. Le mari ne compte pas, mise en scène Jacques Morel
8. Carlos et Marguerite, mise en scène Christian-Gérard
9. Une femme ravie, mise en scène Robert Manuel
10. Les Suisses, mise en scène Jacques Fabbri
11. Many, mise en scène Pierre Dux
12. Rappelez-moi votre nom, mise en scène Jacques-Henri Duval
13. Constance, mise en scène Michel Vitold
14. Ombre chère, mise en scène Christian-Gérard
15. Un ami imprévu, mise en scène Roland Piétri
16. L’Amour des quatre colonels, mise en scène Jean-Pierre Grenier
17. Les Enfants d'Édouard, mise en scène Jean-Paul Cisife
18. La Mariée est trop belle, mise en scène Jacques Mauclair
19. Bichon, mise en scène Robert Manuel
20. Caroline a disparu, mise en scène Jacques-Henri Duval
21. George et Margaret, mise en scène Jacques-Henri Duval
22. Service de nuit, mise en scène Jacques Mauclair

## 1970
Réalisation Pierre Sabbagh au Théâtre Marigny
1. Doris, mise en scène Jacques-Henri Duval
2. Match, mise en scène Jean-Pierre Grenier
3. Frédéric, mise en scène Pierre Mondy
4. C'est malin, mise en scène Jacques Fabbri
5. Mary-Mary, mise en scène Jacques-Henri Duval
6. Les Assassins associés, mise en scène Jean Piat
7. Et l'enfer Isabelle ?, mise en scène Jacques Mauclair
8. Un ange passe, mise en scène Pierre Brasseur
9. Les Joyeuses Commères de Windsor, mise en scène Jacques Fabbri
10. Jupiter, mise en scène Jacques-Henri Duval
11. Le Bourgeois gentilhomme, mise en scène Jean Le Poulain
12. Deux fois deux font cinq , mise en scène Pierre Dux
13. Je l'aimais trop, mise en scène Christian-Gérard
14. La Brune que voilà, mise en scène Robert Thomas
15. Le Mari, la Femme et la Mort, mise en scène Raymond Rouleau
16. Dix petits nègres, mise en scène Raymond Gérôme
17. Les croulants se portent bien, mise en scène Robert Manuel
18. Aux quatre coins, mise en scène Jean-Pierre Darras
19. Cherchez le corps, Mister Blake, mise en scène Georges Vitaly
20. Adieu Berthe, mise en scène Jacques Charon
21. Un fil à la patte, mise en scène Jacques Charon
22. L'amour vient en jouant, mise en scène Michel Roux
23. Douze hommes en colère, mise en scène Michel Vitold
24. La Manière forte, mise en scène Pierre Mondy
25. L'Homme au parapluie, mise en scène Grégoire Aslan
26. La Roulotte, mise en scène Alfred Pasquali

## 1971
Réalisation Pierre Sabbagh au Théâtre Marigny
1. Cash-Cash, mise en scène Michel Vocoret
2. Bienheureuse Anaïs, mise en scène Jacques-Henri Duval
3. Une histoire de brigands, mise en scène Jacques Mauclair
4. Pour Karine, mise en scène Jacques Mauclair
5. Échec et meurtre, mise en scène Jean Piat
6. Arsenic et vieilles dentelles , mise en scène Alfred Pasquali
7. S.O.S. homme seul, mise en scène Michel Vocoret
8. Misère et Noblesse, mise en scène Jacques Fabbri
9. Fric-frac, mise en scène Jean Le Poulain
10. Tapage nocturne, mise en scène Jacques-Henri Duval
11. La Voyante, mise en scène André Roussin
12. Virage dangereux, mise en scène Raymond Rouleau
13. Colinette, mise en scène Pierre Mondy
14. La Corde, mise en scène Raymond Gérôme
15. Herminie, mise en scène Michel Vocoret
16. Caroline, mise en scène Grégoire Aslan
17. La Collection Dressen, mise en scène Jacques-Henri Duval
18. Zoé, mise en scène Jean Marsan
19. De doux dingues, mise en scène Jean Le Poulain
20. Joyeuse Pomme, mise en scène Jacques Rosny
21. La Pèlerine écossaise, mise en scène Robert Manuel
22. Romancero, mise en scène Raymond Gérôme
23. Huit femmes, mise en scène Jean Le Poulain
24. La Lune est bleue, mise en scène René Clermont
25. Voulez-vous jouer avec moâ ?, mise en scène Jacques Échantillon
26. Sur mon beau navire, mise en scène Jean-Laurent Cochet

## 1972
Réalisation Pierre Sabbagh au  Théâtre Marigny

* Réalisation Georges Folgoas au Théâtre Marigny
1. Double Jeu, mise en scène Jacques Charon
2. Le Gendre de Monsieur Poirier, mise en scène Robert Manuel
3. La Main passe, mise en scène Pierre Mondy
4. Faites-moi confiance, mise en scène Alfred Pasquali
5. Le Fils d'Achille, mise en scène Robert Manuel
6. Ferrailles et chiffons, mise en scène Pierre Mondy
7. Cet étrange animal, mise en scène Michel de Ré
8. Ève et les hommes, mise en scène Bernard Dhéran
9. Les Œufs de l'autruche, mise en scène Jacques Échantillon
10. L'École des contribuables, mise en scène Robert Manuel
11. Une femme libre, mise en scène Jacques Mauclair
12. Un mari idéal, mise en scène Raymond Rouleau
13. Le Don d'Adèle, mise en scène Jean Le Poulain
14. Folie douce, mise en scène Michel Roux
15. Noix de coco, mise en scène Jean Meyer
16. Un inspecteur vous demande, mise en scène Jacques Mauclair
17. Je viendrai comme un voleur, mise en scène Jacques-Henri Duval
18. Histoire d'un détective, mise en scène Jean Meyer
19. * Adorable Julia, mise en scène René Clermont
20. * Les Français à Moscou, mise en scène Michel Roux
21. * Charmante Soirée, mise en scène Pierre Mondy
22. * Le Médecin malgré lui, mise en scène Jean Meyer
23. * Lidoire, mise en scène Jean Meyer
24. * Les Boulingrin, mise en scène Jean Meyer
25. * Félicity, mise en scène Jacques François
26. * Mascarin, mise en scène Michel de Ré
27. * La Reine blanche , mise en scène Jacques Sereys
28. * Lysistrata, mise en scène Robert Manuel
29. Ferraille à vendre, mise en scène Pierre Mondy

## 1973
Réalisation Georges Folgoas au Théâtre Marigny
1. La Locandiera, mise en scène Jacques Ardouin
2. Le Million, mise en scène Francis Morane
3. Les Quatre Vérités, mise en scène René Clermont
4. Les Amants novices, mise en scène Jacques Charon
5. La Vénus de Milo, mise en scène Fred Pasquali
6. Jeux d'esprits, mise en scène Jacques François
7. Jean-Baptiste le mal-aimé, mise en scène Louis Ducreux
8. Maître Bolbec et son mari, mise en scène Robert Manuel
9. La Poulette aux œufs d'or, mise en scène Robert Thomas
10. La Purée, mise en scène Robert Manuel
11. Pique-nique en ville, mise en scène Jacques-Henri Duval
12. Ouragan sur le Caine, mise en scène André Villiers
13. Le Bonheur des autres, mise en scène Jacques Sereys
14. La Tête des autres, mise en scène Raymond Rouleau
15. La Nuit des rois, mise en scène Jean Le Poulain
16. Une fois par semaine, mise en scène Jean-Pierre Delage
17. D'après nature ou presque , mise en scène Jean-Paul Cisife
18. Le Complexe de Philémon, mise en scène René Clermont
19. Laurette ou l'Amour voleur, mise en scène Jacques-Henri Duval
20. Pétrus, mise en scène Jean Le Poulain
21. Marie-Octobre, mise en scène André Villiers
22. La Reine galante, mise en scène Michel Roux
23. L'Honneur des Cipolino, mise en scène Michel Roux
24. Ô mes aïeux !, mise en scène Robert Manuel
25. Édouard, mon fils, mise en scène Jacques Ardouin
26. Les Voyageurs égarés, mise en scène Michel Roux

## 1974
Réalisation Georges Folgoas au Théâtre Marigny

* Réalisation Jean Royer au Théâtre Marigny
1. Les Affaires sont les affaires, mise en scène Jean Meyer
2. Nick Carter détective, mise en scène René Clermont
3. Le Sexe faible, mise en scène Jacques Charon
4. L'Amant de madame Vidal, mise en scène Michel Roux
5. Sincèrement, mise en scène Christian Alers
6. Il y a longtemps que je t'aime, mise en scène Raymond Gérôme
7. Giliane ou Comme un oiseau, mise en scène Grégoire Aslan
8. La Mare aux canards, mise en scène Robert Manuel
9. Edmée, mise en scène Michel Roux
10. Le Procès de Mary Dugan, mise en scène André Villiers
11. Le Chien des Baskerville, mise en scène Raymond Gérôme
12. L'Or et la paille, mise en scène Jacques Sereys
13. * Candida, mise en scène Jean Desailly
14. Madame Sans Gêne, mise en scène Michel Roux
15. * Le Vison à cinq pattes, mise en scène René Dupuy
16. Folle Amanda, mise en scène Jacques Charon
17. La Ligne de chance, mise en scène Jacques Ardouin
18. La Parisienne, mise en scène René Clermont
19. La Moitié du plaisir, mise en scène Francis Morane
20. La Grande Roue, mise en scène Jacques Mauclair
21. Hélène ou la Joie de vivre, mise en scène René Clermont
22. Pluie, mise en scène René Clermont

## 1975
Réalisation Pierre Sabbagh au Théâtre Édouard VII
1. Le Système Ribadier, mise en scène Robert Manuel
2. Dix minutes d'alibi, mise en scène Jacques Ardouin
3. La Nuit du 16 janvier, mise en scène André Villiers
4. La Complice, mise en scène Jacques Ardouin
5. Trésor party, mise en scène Jacques Ardouin
6. Chat en poche, mise en scène Jean-Laurent Cochet
7. Demandez Vicky, mise en scène Jacques-Henri Duval
8. Le Pape kidnappé, mise en scène André Roussin
9. La Facture, mise en scène Jacques Charon
10. Ah ! La Police de papa !, mise en scène Jacques Charon
11. Quelqu'un derrière la porte, mise en scène André Villiers
12. Le noir te va si bien, mise en scène Jean Le Poulain
13. Le Nu au tambour, mise en scène Jacques-Henri Duval et Jean Degrave
14. Les Hannetons, mise en scène René Clermont
15. Un homme d'action, mise en scène Grégoire Aslan
16. Il était une gare, mise en scène  Jacques Mauclair
17. Le Sourire de la Joconde, mise en scène Raymond Gérôme
18. La Mandragore, mise en scène Jacques Ardouin
19. Inspecteur Grey, mise en scène Robert Manuel
20. Mon cœur balance, mise en scène Claude Nicot
21. Monsieur Silence, mise en scène Christian Alers
22. Les Derniers Outrages, mise en scène Michel Roux
23. Lady Godiva, mise en scène Michel de Ré
24. On croit rêver, mise en scène Jacques François
25. Le Moulin de la Galette, mise en scène Max Fournel
26. La Rabouilleuse, mise en scène Robert Manuel

## 1976
Réalisation Pierre Sabbagh au théâtre Édouard VII
1. Le Pirate, mise en scène Jacques Sereys
2. Sacrés Fantômes , mise en scène Jean Michaud
3. Seul le poisson rouge est au courant , mise en scène Dominique Nohain
4. La Sainte Famille, mise en scène Georges Vitaly
5. Am-stram-gram, mise en scène Claude Nicot
6. La Bagatelle, mise en scène Jean Meyer
7. Fanny et ses gens, mise en scène Raymond Gérôme
8. Le Guilledou, mise en scène Robert Manuel
9. Week-end, mise en scène Jacques Ardouin
10. Le Monsieur qui attend, mise en scène Georges Vitaly
11. La Charrette anglaise, mise en scène Jean-Laurent Cochet
12. Xavier ou l'héritier des Lancestre, mise en scène Robert Manuel
13. Le Cœur sous le paillasson, mise en scène Michel Vocoret
14. La Femme de paille, mise en scène Raymond Gérome
15. L'Héritière, mise en scène René Clermont
16. Un mois à la campagne, mise en scène Jean Meyer
17. La Frousse, mise en scène René Clermont
18. Le Coin tranquille, mise en scène Michel Vocoret
19. Une femme presque fidèle, mise en scène Jacques Mauclair
20. Le Monsieur qui a perdu ses clés, mise en scène Robert Manuel
21. Attends-moi pour commencer, mise en scène Michel Roux

## 1977
Réalisation Pierre Sabbagh au Théâtre Marigny
1. Bonne Chance Denis, mise en scène Claude Nicot
2. Le Séquoïa , mise en scène Jacques Mauclair
3. La Libellule, mise en scène René Clermont
4. Les Filles , mise en scène Jean Marsan
5. Les Choutes, mise en scène Michel Roux
6. Les Deux Vierges, mise en scène Robert Manuel
7. Appelez-moi maître, mise en scène Georges Vitaly
8. Plainte contre l'inconnu, mise en scène Raymond Gérôme
9. L'Archipel Lenoir, mise en scène René Clermont
10. Le Juste Milieu, mise en scène Jacques Ardouin
11. L'École des cocottes, mise en scène Jacques Ardouin
12. Enquête à l'italienne, mise en scène Daniel Crouet
13. Monsieur chasse !, mise en scène Alain Feydeau
14. Foot-ball, mise en scène de Michel Fagadau
15. Madame Jonas dans la baleine, mise en scène Max Fournel
16. L'Amour fou ou la première surprise, mise en scène Michel Bertay
17. Les Petits Oiseaux, mise en scène René Dupuy
18. Catherine au paradis, mise en scène Claude Nicot
19. Des choses merveilleuses, mise en scène René Clermont
20. Le Diable à quatre, mise en scène Max Fournel
21. L'Avocat du diable, mise en scène Robert Manuel
22. La Fessée, mise en scène Jacques Mauclair
23. Caterina, mise en scène René Clermont
24. La Femme de ma vie, mise en scène Michel Roux
25. Nuit folle, mise en scène Jacques Ardouin
26. Le Faiseur, mise en scène Pierre Franck

## 1978
Réalisation Pierre Sabbagh au théâtre Marigny
1. Boudu sauvé des eaux, mise en scène Jean-Laurent Cochet
2. Le Locataire du troisième sur la cour, mise en scène André Villiers
3. Le Sac d'André Lang, mise en scène Jacques Ardouin
4. Un ménage en or, mise en scène Maurice Ducasse
5. Le Greluchon délicat, mise en scène Jacques Mauclair
6. Le Colonel Chabert, mise en scène Jean Meyer
7. Les Deux Timides, mise en scène Jean Le Poulain
8. Le Misanthrope et l'Auvergnat, mise en scène de Jean Le Poulain
9. Oï Peppina !, mise en scène d'André Nader
10. Quadrille, mise en scène René Clermont
11. Vous ne l'emporterez pas avec vous, mise en scène Jean-Luc Moreau
12. Ce soir à Samarcande, mise en scène Raymond Gérôme
13. Jérôme des nuages, mise en scène Jacques Mauclair
14. La Plume, mise en scène Michel Roux
15. Volpone, mise en scène Jean Meyer
16. Moi, mise en scène Jean-Laurent Cochet
17. Miam miam ou le Dîner d'affaires, mise en scène Jean Le Poulain
18. Les Coucous, mise en scène Michel Roux
19. Le Nouveau Testament, mise en scène Robert Manuel
20. Acapulco Madame, mise en scène Yves Gasc
21. Brocéliande, mise en scène Jean Meyer
22. Une femme trop honnête, mise en scène Georges Vitaly
23. L'Amant de cœur, mise en scène Robert Manuel
24. La Paix du dimanche, mise en scène Max Fournel
25. Si tout le monde en faisait autant, mise en scène André Villiers
26. Libres sont les papillons, mise en scène Raymond Gérôme
27. Les Pavés du ciel, mise en scène Claude Nicot
28. La Crécelle, mise en scène Michel Fagadau
29. Le bon numéro,

## 1979
Réalisation Pierre Sabbagh au théâtre Marigny
1. Le Train pour Venise, mise en scène Robert Manuel
2. Les Bâtards, mise en scène Robert Thomas
3. Zozo, mise en scène Jacques Ardouin
4. Mon crime, mise en scène Robert Manuel
5. Tout dans le jardin, mise en scène Michel Bertay
6. Le Bon débarras, mise en scène Jacques Ardouin
7. À vos souhaits, mise en scène Claude Sainval
8. La Magouille, mise en scène Jacques Fabbri
9. Les Petites Têtes, mise en scène Michel Roux
10. Bataille de dames, mise en scène Robert Manuel
11. Une nuit chez vous madame, mise en scène Jacques Valois
12. Good Bye Charlie, mise en scène Georges Vitaly
13. La Terre est basse, mise en scène Alfred Adam
14. Crime à la clef, mise en scène Jean-Paul Cisife
15. Monsieur Amilcar, mise en scène Max Fournel
16. Piège pour un homme seul, mise en scène Robert Thomas
17. Miss Mabel, mise en scène René Clermont
18. Beau-fils et fils, mise en scène Christian Duroc
19. Un jour j'ai rencontré la vérité, mise en scène Raymond Gérôme
20. Un amour exemplaire, mise en scène Jacques Ardouin
21. Le Troisième Témoin, mise en scène Dominique Nohain
22. Nina, mise en scène Jean-Laurent Cochet
23. Ne quittez pas, mise en scène Max Fournel
24. La Gueule du loup, mise en scène René Clermont
25. La Veuve rusée, mise en scène Marcelle Tassencourt
26. La Route des Indes, mise en scène Robert Manuel

## 1980
Réalisation Pierre Sabbagh au théâtre Marigny
1. Hold up, mise en scène Michel Vocoret
2. Le Sexe et le néant, mise en scène Jacques Ardouin
3. La Magicienne en pantoufles, mise en scène Louis Ducreux
4. La Prétentaine, mise en scène Robert Manuel
5. Il est important d'être Aimé,  mise en scène Jacques François
6. Une rose au petit déjeuner, mise en scène René Clermont
7. Feu Toupinel, mise en scène Jacques Fabbri
8. Divorçons, mise en scène Robert Manuel
9. La Queue du diable, mise en scène Michel Roux
10. Danse sans musique, mise en scène René Clermont
11. Peau de vache, mise en scène Jacques Charon
12. Comédie pour un meurtre, mise en scène Dominique Nohain
13. La Coquine, mise en scène Bernard Dhéran
14. L'Amant complaisant, mise en scène Jacques François
15. Décibel, mise en scène Max Fournel
16. Homicide par prudence, mise en scène Michel Bertay
17. Tchao, mise en scène Raymond Gérôme
18. La Maîtresse de bridge, mise en scène Robert Manuel
19. L'Homme au parapluie, mise en scène Jacques Ardouin
20. La Chambre mandarine, mise en scène Michel Roux
21. La Claque, mise en scène Georges Vitaly
22. Une sacrée famille, mise en scène Robert Manuel
23. Ninotchka, mise en scène Jacques Ardouin
24. À cor et à cri, mise en scène Daniel Crouet
25. Silence on aime, mise en scène Maurice Risch
26. Trésor, mise en scène Jean-Pierre Bouvier

## 1981
Réalisation Pierre Sabbagh au théâtre Marigny
1. L'Oiseau de bonheur, mise en scène Jacques Ardouin
2. Mademoiselle ma mère, mise en scène Robert Manuel
3. Mort ou vif, mise en scène Christian Duroc
4. La Quadrature du cercle, mise en scène Georges Vitaly
5. Alain, sa mère et sa maîtresse, mise en scène Jean Kerchbron
6. L'Amant de Bornéo, mise en scène Michel Roux
7. Monsieur Masure, mise en scène René Clermont
8. Hallucination, mise en scène Jacques Ardouin
9. Monsieur Dehors, mise en scène Daniel Colas
10. Le Traité d'Auteuil, mise en scène Robert Manuel
11. Et l'enfer Isabelle ?, mise en scène Raymond Gérôme
12. Ce que femme veut, mise en scène Jean Kerchbron
13. Pieds nus dans le parc, mise en scène Pierre Mondy
14. Les Pas perdus, mise en scène Jacques Mauclair
15. Monsieur Vernet, mise en scène Robert Manuel
16. Mademoiselle, mise en scène Jean Meyer
17. Le Pique-assiette, mise en scène Jacques Mauclair
18. Le Président Haudecœur, mise en scène Jean-Laurent Cochet
19. L'Azalée, mise en scène Michel Roux
20. La Cruche, mise en scène Robert Manuel

## 1982
Réalisation Pierre Sabbagh au théâtre Marigny
1. Je leur laisserai un mot, mise en scène Max Fournel
2. Histoire de rire, mise en scène Jean-Laurent Cochet
3. Un dîner intime, mise en scène Robert Manuel
4. La Foire aux sentiments, mise en scène Jean Kerchbron
5. Le Caveau de famille, mise en scène Francis Joffo
6. La Maison de l'Estuaire, mise en scène Jacques Ardouin
7. Jean de la Lune, mise en scène Robert Manuel
8. Allô Hélène, mise en scène Francis Joffo
9. Et ta sœur ?, mise en scène Robert Manuel
10. Je l'aimais trop, mise en scène Michel Roux

## 1983 (Incomplet)
1. Potiche, mise en scène de Pierre Mondy

## 1984
Réalisation Pierre Sabbagh au théâtre Marigny
1. Le soleil n'est plus aussi chaud qu'avant, mise en scène Robert Manuel
2. La surprise, mise en scène Jean-Luc Moreau
3. La vie est trop courte, mise en scène Michel Fagadau
4. Un parfum de miel, mise en scène Georges Vitaly
5. La Malibran, mise en scène Philippe Rondest
6. J'y suis ... J'y reste !, mise en scène Robert Manuel
7. Les Hussards, mise en scène Jacques Fabbri
8. Nono, mise en scène Robert Manuel
9. Le Malade imaginaire, mise en scène Jean Le Poulain
10. Le Mal de test, mise en scène Raymond Gérôme
11. La Pomme, mise en scène René Dupuy
12. Georges Courteline au travail et Boubouroche, mise en scène Robert Manuel
13. KMX Labrador, mise en scène Jean-Luc Moreau
14. Le Diable en personne, mise en scène Jacques Ardouin
15. La Vie sentimentale, mise en scène Maurice Ducasse
16. Adieu Prudence, mise en scène Alain Feydeau
17. Chacun pour moi, mise en scène Daniel Colas
18. Pomme, pomme, pomme, mise en scène Georges Vitaly
19. Tango Valentino, mise en scène Michel Bertay
20. Dom Juan, mise en scène Robert Manuel